# Rising Phoenix - La storia delle paralimpiadi
Rising Phoenix - La storia delle paralimpiadi è un documentario del 2020 diretto da Ian Bonhôte e Peter Ettedgui.
Con la partecipazione di Tatyana McFadden, Bebe Vio e Jonnie Peacock, il film racconta le storie di nove atleti paraolimpici e delle loro competizioni. Rising Phoenix è stato rilasciato il 26 agosto 2020 su Netflix.

## Trama
Il film racconta la straordinaria storia dei Giochi Paralimpici. Le Paralimpiadi hanno portato alla nascita di un movimento globale che sprona al cambiamento del punto di vista dell'umanità alla disabilità, alla diversità e al potenziale umano.
Il documentario ripercorre la storia dei Giochi Paralimpici, partendo dal dopoguerra fino a diventare uno degli eventi sportivi più importante e seguiti del pianeta.
Tra i protagonisti, Bebe Vio racconta la sua storia proprio in questo periodo in cui avrebbe dovuto essere impegnata a gareggiare nella capitale giapponese (cosa che accadrà l’anno successivo). Insieme a lei altri atleti di tutto il mondo come Ellie Cole, Jean-Baptiste Alaize, Matt Stutzman, Cui Zhe, Ryley Batt, portano le loro testimonianze sulla disabilità e sulla partecipazione delle paralimpiadi insieme a Sir Philip Craven, il Presidente del Comitato Paralimpico Internazionale, Xavi Gonzales, ex Amministratore Delegato del Comitato delle Paralimpiadi e Eva Loeffler, figlia del Dottor Ludwig Guttmann, neurochirurgo e neurologo.

## Promozione
Il primo trailer del film è stato diffuso il 13 agosto 2020.

## Accoglienza
Il film ha ricevuto perlopiù recensioni positive dalla critica. Rising Phoenix ha un punteggio del 90% su Tomatometer.
Kevin Crust del Los Angeles Times ha elogiato il film, consigliando la visione prima delle prossime olimpiadi di Tokyo sostenendo che il prodotto ti cambia il modo di vedere i giochi olimpici.
Leslie Felperin di The Guardian ha dichiarato che il film sarebbe stato più efficace se la sua colonna sonora inesorabilmente edificante non avesse continuato a stimolare le emozioni dello spettatore. Allo stesso modo, il montaggio a volte è fastidiosamente frenetico e desideri un approccio più misurato che ti consenta di apprezzare le abilità degli atleti, invece di vedere le loro abilità sminuzzate in minuscoli frammenti di filmati.
Natalia Winkelman del The New York Times sostiene che evitando la complessità, Rising Phoenix preserva il suo stato d'animo stimolante, ma offre visibilità solo a dei campioni che già dominano la scena.

## Riconoscimenti
- 2021 - British Independent Film Awards[9]
  - Candidatura per il miglior documentario
- 2020 - Critics' Choice Documentary Awards[9]
  - Candidatura per la miglior Colonna sonora a Daniel Pemberton
  - Candidatura al Miglior documentario di sport
- 2020 - International Documentary Association[9]
  - Candidatura per la miglior Colonna sonora a Daniel Pemberton